# ABC NEWSゆう
『ABC NEWSゆう』（エービーシー ニューズゆう）は、朝日放送テレビ（ABCテレビ）で放送された関西ローカルのワイドニュース番組。それまでの『ワイドABCDE〜す』枠内ローカルニュースコーナー『ワイド630』を分離・独立し、放送時間を1.5倍に増やしてスタート。かつて、ABCの社屋移転前までスタジオは『ワイドABCDE〜す』から『ワイド630』『ムーブ!』のものをそのまま使用し、キャスター席の後ろにNEWSゆうのタイトルデザインのバックボードが飾られていた。音声はステレオ放送。ハイビジョン制作。

## 概要
タイトルの「ゆう」とは夕方のニュースという意味合いだけでなく、あなた（YOU）・友達（友＝ゆう）と作るといった、視聴者参加型番組を目指しての意味も込められている。また「ニュース」と読まず、英語本来の発音である「ニューズ」と読むのも珍しい特徴（これは以前放送していた『ABC News Report』でも同様だった）。ニューズと読ませる番組には他に南日本放送の『MBCニューズナウ』、TBSテレビの『Nスタ ニューズアイ』（2017年3月放送終了）がある。
第一回の放送はゆうのタイトルについてどう思うか街頭インタビューの映像から番組がスタート。キャスター陣は三代澤康司を除く『ワイド630』からのキャスターが続投し、そのまま番組を引き継ぐ形になった。また一時期はエンディングで「ゆうのおまけ」というタイトルでキャスターがその日に感じたことを伝えていた。『ワイドABCDE〜す』時代からさかのぼると、三代澤康司が番組を進め、その他のキャスターがストレートにニュースを伝えるというスタイルだった『ワイド630』に対して、キャスターの個性が出ている番組になった。
2004年10月4日から番組ロゴが一新され、「ABC」の表記がなくなった。また、ピアノ調のテーマソング・天気予報で流れる曲も、ダイナミックなオーケストラ調のテーマソングに変わった。オープニングCGでは近畿地方と徳島県が描かれているが、和歌山県だけがない。
2008年6月23日に、ABCの社屋移転に合わせて、当番組もリニューアルされ、オープニングCGやテロップのデザイン、CM前のアイキャッチなどが変更された。
現在フリーアナウンサーの赤江珠緒とタレントの山本モナが共に、ABCアナウンサー時代に出演していた番組でもある。
2009年3月6日に『ムーブ!』が終了し13日には『NEWSゆう』も最終回を迎える。3月16日からは『NEWSゆう』を2時間拡大した『NEWSゆう+』にリニューアルして再スタート。放送時間は16:50 - 18:54となり、2008年度までの『ムーブ!』『スーパーJチャンネル』『NEWSゆう』を累積した時間よりは1時間縮小させての再編となる。『スーパーJチャンネル』は番組に内包される形となり、18時台の全国ニュース枠だけでなく17時台も一部ネットする。現行の『NEWSゆう』最終キャスターとなった保坂、橋詰、高橋は『NEWSゆう+』も続投する。

## キャスター
| 期間      | 期間      | 男性              | 男性              | 男性            | 女性     | 女性     | 女性     |
| 期間      | 期間      | 月 - 水曜         | 木曜              | 金曜            | 月・火曜 | 水曜     | 木・金曜 |
| --------- | --------- | ----------------- | ----------------- | --------------- | -------- | -------- | -------- |
| 2000.10.2 | 2002.3.29 | 岡元昇 堀江政生   | 岡元昇 堀江政生   | 岡元昇 堀江政生 | 中浜葉月 | 葛西賀子 | 葛西賀子 |
| 2002.4.1  | 2002.9.27 | 岡元昇 堀江政生   | 岡元昇 保坂和拓   | 岡元昇 保坂和拓 | 葛西賀子 | 葛西賀子 | 山本モナ |
| 2002.9.30 | 2003.6.27 | 岡元昇 堀江政生   | 岡元昇 保坂和拓   | 岡元昇 保坂和拓 | 赤江珠緒 | 赤江珠緒 | 山本モナ |
| 2003.6.30 | 2004.3.26 | 岡元昇 堀江政生   | 岡元昇 保坂和拓   | 岡元昇 保坂和拓 | 橋詰優子 | 橋詰優子 | 橋詰優子 |
| 2004.3.29 | 2004.10.1 | 堀江政生 保坂和拓 | 堀江政生 保坂和拓 | 保坂和拓        | 橋詰優子 | 橋詰優子 | 橋詰優子 |
| 2004.10.4 | 2006.3.31 | 保坂和拓          | 保坂和拓          | 保坂和拓        | 橋詰優子 | 橋詰優子 | 橋詰優子 |
| 2006.4.3  | 2009.3.13 | 保坂和拓 高橋大作 | 保坂和拓 高橋大作 | 保坂和拓        | 橋詰優子 | 橋詰優子 | 橋詰優子 |

お天気キャスター
- 清水とおる（月 - 水曜）、吉田裕一（木・金曜）

## 主なコーナー
- 時流

2004年スタートの金曜コーナー。記者がスタジオで解説する。このコーナーは、後継番組のNEWSゆう+にも引き継がれている。
- ウラドリ

2007年4月から木曜日で放送。捜査取材を行い、その過程を放送。このコーナーは、後継番組のNEWSゆう+にも引き継がれている。
なお、特集コーナーはABC以外のANN系列局でも録画ネットされている（隣接する瀬戸内海放送は毎週木曜・不定期金曜のそれぞれ17時台後半に放送されている）。

## 放送時間
- 平日 18:17 - 18:54に放送されている。
  - 2004年4月より、水曜日にスーパーベースボール（阪神主催ゲーム）が放送されるときは、『ムーブ!』を17:17終了の短縮放送とした上で、1時間繰り上げ（17:17 - 17:54）。繰り上げ放送の本番組が終了後、『ANNスーパーJチャンネル』『歴史街道』（後者は通常より36分繰り上げ〈18:18 - 18:24〉）を挟んで18:24から野球中継を開始していた。
  - また全国高校野球選手権大会中継（8月）期間中、最終試合（第3、4試合）で近畿地方のチームが出場する試合がある時は展開により『ANNスーパーJチャンネル』がネット返上となることがあり、全国ニュースを本番組で伝えるケースもある。
- 毎週土曜日早朝6:00 - 6:30に放送されていた特選集（特集の再放送）は2004年4月3日で終了した。また、この番組で取り上げた特集については2004年7月にスタートした『ABCニュースファイル』（火曜日 - 金曜日早朝5:00 - 5:20）で再放送されていたが、2006年3月で終了した。
- また、金曜日には広島ホームテレビ・瀬戸内海放送・山口朝日放送・愛媛朝日テレビとの共同制作コーナー『ぐるりん瀬戸内』を放送している。
- 『ANNスーパーJチャンネル』を18:17に飛び降りる際、この後すぐ、NEWSゆう　のスーパーが入り、そのままSBなしで開始となっているが、かつて初期の岡元キャスター時代は番組の予告をし、CMに入り、番組がスタートした。

## スタッフ（2009年）
- プロデューサー：矢島大介、川端良和
- ディレクター：半田俊介、大竹礼文、中島耕太郎
- 制作著作：ABC